# Niedergesteln
Niedergesteln is een gemeente en plaats in het Zwitserse kanton Wallis, en maakt deel uit van het district Westlich Raron.
Niedergesteln telt 689 inwoners.